# جائزة أستراليا الكبرى 1999
جائزة أستراليا الكبرى 1999 هو سباق فورمولا 1 أقيم بتاريخ 7 مارس 1999 في فيكتوريا، ملبورن، أستراليا. كان الأول من أصل 16 في بطولة العالم لسباقات الفورمولا واحد موسم 1999. حلّ البريطاني إدي إيرفين أولا بينما جاء الألماني هاينز هارالد فرينتزين في المركز الثاني وحصل على المركز الثالث الألماني رالف شوماخر.